# 1 kureń UPA „Udarnyky”
1 Kureń UPA „Udarnyky” (zwany łemkowskim) – kureń Ukraińskiej Powstańczej Armii, należący do 26 Odcinka Taktycznego „Łemko” VI Okręgu Wojskowego „Sian”.
Nazwa kurenia pochodzi od pseudonimu pierwszego dowódcy VI Okręgu – Jakiwa Czornija „Udarnyka”, który poległ w walce z wojskami NKWD na terenie Okręgu.

## Historia utworzenia
Kureń został zorganizowany wiosną 1945 przez Wasyla Mizernego „Rena”, on też został mianowany dowódcą kurenia przez płk Myrosława Onyszkewycza Oresta.

## Organizacja i struktura kurenia
Dowódcą kurenia był Wasyl Mizerny „Ren”.
W skład kurenia wchodziły:
- sotnia „Udarnyky 94” – dowódcy: „Wesełyj” (Danyło Swisteł), „Didyk”, „Brodycz” (Roman Hrobelskyj)
- sotnia „Udarnyky 95a” – dowódca „Chrin” (Stepan Stebelski).
- sotnia „Udarnyky 96” – dowódcy: „Nyczaj”, „Buryj”, „Bir” (Wasyl Szyszkanynec)
- sotnia „Udarnyky 96b” – dowódca „Stach”